# Mastophora leucabulba
Mastophora leucabulba är en spindelart som först beskrevs av Willis J. Gertsch 1955.  Mastophora leucabulba ingår i släktet Mastophora och familjen hjulspindlar. Inga underarter finns listade i Catalogue of Life.